# Jules-Fontaine Sambwa Pida Nbagui
Jules-Fontaine Sambwa Pida Nbagui (Mbandaka, 12 november 1940 - 4 maart 1998) was een Zaïrese politicus en econoom.

## Biografie
Jules-Fontaine Sambwa Pida Nbagui zag het levenslicht in Mbandaka op 12 november 1940. Na zijn afstuderen in Economie en Financiën aan de Universiteit van Brussel in 1967, bekleedde hij verschillende prominente posities in de Republiek Zaïre.
- Economische raad in het kabinet van de president (1967-1969)
- Adjunct-directeur bij het kabinet van de president en vervolgens raad bij de Bank of Zaïre (1969-1970)
- Administrateur bij de SOFIDE (1970)
- Gouverneur van de Bank van Zaïre (van september 1970 tot augustus 1977)
- Adjunct-directeur bij het kabinet van de president (van maart 1979 tot augustus 1980)
- Gouverneur van de Bank of Zaïre (van augustus 1980 tot april 1985)
- Minister van Economie en Industrie (1985)
- Staatsminister van het Plan (van april 1985 tot september 1987)
- Vice-premier commissaris van de regering van Zaïre, verantwoordelijk voor de economische sectoren (van september 1987 tot april 1988)
- Eerste staatscommissaris van de regering van Zaïre (van april 1988 tot november 1988)
- President van de Rekenkamer (van november 1988 tot januari 1990)
- Minister van Financiën van Zaïre (van maart 1993 tot april 1993 en van april 1993 tot juli 1994)

Tegelijkertijd was hij ook professor aan de Universiteit van Kinshasa, waar hij als lid van de Faculteit Economie de "titularis van de cursus internationale economie" was.
Zijn streven naar een positieve bijdrage aan de reflectie van diverse intellectuelen over de opkomst van de rechtsregels in Sub-Saharisch Afrika bracht hem ertoe het presidentschap van de "Zaire Club 2000" in 1994 te aanvaarden.
Mpinga Kasenda · 
André Bo-Boliko Lokonga · 
Jean Nguza Karl-i-Bond · 
N'Singa Udjuu · 
Léon Kengo Wa Dondo · 
Mabi Mulumba · 
Jules-Fontaine Sambwa Pida Nbagui ·
Lunda Bululu ·
Crispin Mulumba Lukoji · 
Étienne Tshisekedi · 
Bernardin Mungul Diaka · 
Faustin Birindwa · 
Norbert Likulia Bolongo